# Кливер
Кливер (от на нидерландски: kluiver) във ветроходството се нарича триъгълно ветрило – стаксел, който се опъва пред предната мачта на ветроходен съд. Халсът му се звързва за бушприта, носа или на палубата между предната мачта и бушприта. Кливерите и спинакерите са двата основни типа предни ветрила на съвременните яхти.
Всеки кливер е стаксел, но най-вътрешният кливер се нарича стаксел, а най-външният (най-предният) – кливерът.